# Tina Thompson
Tina Marie Thompson (ur. 10 lutego 1975) – amerykańska koszykarka, niska skrzydłowa. Dwukrotna złota medalistka olimpijska.
Mierząca 188 cm wzrostu zawodniczka studiowała na University of Southern California. Do WNBA została wybrana z pierwszym numerem w drafcie w 1997 (pierwszym do WNBA) przez Houston Comets, barw tej organizacji broniła przez ponad dekadę. W 1997-2000 wywalczyła cztery tytuły mistrzowskie z rzędu. Od 2008 jest zawodniczką Los Angeles Sparks. Dziewięciokrotnie brała udział w WNBA All-Star Game, trafiła także do WNBA All-Decade Team. W Europie grała we Włoszech, Rosji (Spartak Moskwa - zwycięstwo w Eurolidze w 2007 i 2008) oraz Rumunii. Obecnie jest liderką pod względem zdobytych punktów w całej historii WNBA.
Thompson miała miejsce w reprezentacji Stanów Zjednoczonych przez wiele sezonów. Poza dwoma mistrzostwami olimpijskimi (2004 i 2008) może się poszczycić m.in. brązowym medalem mistrzostw świata (2006). Z udziału w mistrzostwach w 1998 i 2002 wykluczyła ją kontuzja.

## Osiągnięcia
Na podstawie, o ile nie zaznaczono inaczej.

### NCAA
- Uczestniczka:
  - rozgrywek Elite Eight turnieju NCAA (1994)
  - turnieju NCAA (1994, 1995, 1997)
- Mistrzyni sezonu regularnego konferencji PAC-12 (1994)
- Najlepsza pierwszoroczna zawodniczka konferencji Pac-10 (1994)
- Zaliczona do:
  - I składu:
    - PAC-12 (1995–1997)
    - Freshman All-America (1994 według Basketball Times)

  - II składu All-American (2007)

### WNBA
- 4-krotna mistrzyni WNBA (1997–2000)
- MVP meczu gwiazd WNBA (2000)[5]
- 9-krotna uczestniczka meczu gwiazd WNBA (1999–2003, 2006, 2007, 2009, 2013)
- Zaliczona do:
  - I składu WNBA (1997–1998, 2004)
  - II składu WNBA (1999–2002)
  - składu:
    - WNBA All-Decade Team (2006)
    - WNBA Top 15 Team
    - WNBA Top 20@20 (2016 – 20. najlepszych zawodniczek w historii WNBA)
    - WNBA 25th Anniversary Team (2021)[6]
- Rekordzistka WNBA w liczbie rozegranych minut (1234 – 2007)[7]

### Inne
Drużynowe
- Mistrzyni:
  - Euroligi (2007, 2008)
  - NWBL (2003)
  - Rosji (2007, 2008)

Indywidualne
- MVP:
  - turnieju Pro Cup NWBL (2003)
  - Final Four Euroligi (2007)
- Uczestniczka konkursu NBA Shooting Stars (2011, 2013)
- Liderka strzelczyń:
  - Euroligi (2007)
  - NWBL (2003)
  - ligi rosyjskiej (2007)
- Wybrana do Koszykarskiej Galerii Sław im. Jamesa Naismitha (2018)[8]

### Reprezentacja
- Mistrzyni:
  - olimpijska (2004, 2008)[9][10]
  - Ameryki (2007)[11]
  - Pucharu Williama Jonesa (1996)
  - turnieju:
    - FIBA Diamond Ball (2008)
    - Opals World Challenge (2002)[12]
- Wicemistrzyni Uniwersjady (1995)[13]
- Brązowa medalistka mistrzostw świata (2006)[14]
- Powołana do udziału w mistrzostwach świata 1998 – nie wystąpiła z powodu kontuzji[15]